# Juncus heterophyllus
Juncus heterophyllus là một loài thực vật có hoa trong họ Juncaceae. Loài này được Dufour mô tả khoa học đầu tiên năm 1825.